# Liam McIntyre
Liam McIntyre (Adelaida, Australia, 8 de febrero de 1982) es un actor australiano conocido principalmente por haber interpretado a Espartaco en las series Spartacus: Vengeance y Spartacus: War of the Damned.

## Biografía
En noviembre de 2012 McIntyre se comprometió con su novia, la actriz de teatro Erin Hasan. La pareja finalmente se casó a comienzos de 2014.

## Carrera
En 2010 apareció como invitado en dos episodios de la serie policíaca Rush, donde interpretó al sargento Matt Connor. Ese mismo año interpretó al estudiante Bradley Hewson en la popular serie australiana Neighbours.
También apareció en la miniserie The Pacific donde interpretó a Lew.
En 2012 se unió al elenco principal de la serie Spartacus: Vengeance donde interpretó al gladiador Espartaco. Liam reemplazó al actor Andy Whitfield quien también interpretó a Espartaco en Spartacus: Blood and Sand, ya que éste lamentablemente murió debido a un Linfoma no-Hodgkin el 11 de septiembre de 2011.
En 2013 se unió al elenco de la tercera y última temporada de la exitosa serie "Spartacus" llamada Spartacus: War of the Damned donde interpretó nuevamente a Espartaco, hasta el último capítulo el 12 de abril del mismo año.
En el 2014 apareció en la película Hercules 3D donde interpretará a Sotiris, un comandante militar de Hércules (Kellan Lutz).
A principios de diciembre del 2013 se anunció que Liam se había unido al elenco de la película The Killing Field donde interpretó al detective Dan Wild, en ella trabajó junto a los actores Rebecca Gibney y Peter O'Brien.
En 2015 apareció como invitado en la serie The Flash donde interpretó a Mark Mardon, también conocido como el villano Weather Wizard.
Ese mismo año aparecerá como uno de los personajes principales en la serie Winter donde interpretará nuevamente al detective Dan Wild. La serie es un spin-off del telefilm "The Killing Field" transmitida en el 2014.
En marzo del 2016 se anunció que Liam prestaría su voz el personaje de JD Fenix, el hijo de Marcus Fenix en el videojuego Gears of War 4.

## Filmografía

### Series de televisión
| Año             | Serie                        | Personaje                    | Notas                           |
| --------------- | ---------------------------- | ---------------------------- | ------------------------------- |
| 2017 - presente | Pulse                        | -                            | -                               |
| 2017            | Con Man                      | Girth Hemsworth              | episodio "Dawn of Girth"        |
| 2015            | The Flash                    | Mark Mardon / Weather Wizard | 4 episodios                     |
| 2014            | Auckland Daze                | Liam                         | 2 episodios                     |
| 2013            | Spartacus: War of the Damned | Spartacus                    | 10 episodios                    |
| 2012            | Spartacus: Vengeance         | Spartacus                    | 10 episodios                    |
| 2010            | Rush                         | Sgt. Matt Connor             | 2 episodios                     |
| 2010            | Neighbours                   | Bradley Hewson               | episodio # 1.5917               |
| 2010            | The Pacific                  | Lew                          | episodio "Iwo Jima" - miniserie |

### Películas
| Año  | Película                       | Personaje         | Coprotagonizada                                                                         |
| ---- | ------------------------------ | ----------------- | --------------------------------------------------------------------------------------- |
| 2017 | Security                       | Vance             | junto a Antonio Banderas                                                                |
| 2016 | Albion: The Enchanted Stallion | Erémon            | junto a Jennifer Morrison, Stephen Dorff y Daniel Sharman                               |
| 2014 | The Killing Field              | Det. Dan Wild     | junto a Peter O'Brien, Rebecca Gibney y Chloe Boreham                                   |
| 2014 | The Dream Children             | Luke Delaney      | junto a Graeme Squires, Nicholas Gunn, Jessikah Brown y Chris Pender                    |
| 2014 | Troll Bridge                   | Plink             | corto - junto a Don Bridges, Nicholas Dubberley, Troy Larkin, Tim Ferris y John Jenkins |
| 2014 | The Riders                     | Scully            | junto a Lara Pulver, Richard E. Grant, Nigel Havers y Ronan Keating                     |
| 2014 | The Legend of Hercules         | Sotiris           | junto a Kellan Lutz, Scott Adkins, Rade Serbedzija y Johnathon Schaech                  |
| 2011 | Blood on the Game Dice         | Ryan              | corto - junto a Rob Alec, Leon Dürr, Fanny Hanusin y Troy Larkin                        |
| 2011 | Ektopos                        | Simon             | junto a Jay Bowen, Julia Markovski, Mark Hefti, Sonya Kerr y Colin Masters              |
| 2010 | A Bitter Sip of Life           | Manu              | corto - junto a William Emmons, Gina Morley, David Macrae y Colin Masters               |
| 2010 | Radev                          | Nik Radev         | corto - junto a Steven Sheeran, John McCullough y Joshua Dean Williams                  |
| 2010 | Bottled Up                     | Bruce             | corto - junto a Tony Adams, Penelope Arvanitakis y Tarsh Mateus                         |
| 2009 | Niflheim: Blood & Bullets      | Christopher Bragi | junto a Troy Davis, Jeff Gannon, Kaela Hilton y Amos Phillips                           |
| 2009 | Anniversary                    | Harry             | corto - junto a Constance Washington                                                    |
| 2007 | Fancy                          | Nigel             | corto - junto a Jennifer Lusk                                                           |
| 2007 | Shotgun! [An Opening Sequence] | Antonio           | corto - junto a Steve Bisley, Simon Lyndon, Matilda Brown y Rachel Ward                 |

### VideoJuegos
| Año  | Programa                   | Personaje     | Notas                                    |
| ---- | -------------------------- | ------------- | ---------------------------------------- |
| 2016 | Gears of War 4             | JD Fenix      | prestó su voz para el personaje          |
| 2019 | Star Wars The Fallen Order | Taron Malicos | prestó su voz y cuerpo para el personaje |

### Apariciones
| Año  | Programa      | Notas          |
| ---- | ------------- | -------------- |
| 2013 | Auckland Daze | episodio # 2.6 |

### Productor y escritor
| Año  | Título                         | Notas                              |
| ---- | ------------------------------ | ---------------------------------- |
| 2011 | Blood on the Game Dice         | corto - escritor-diálogo adicional |
| 2007 | Shotgun! [An Opening Sequence] | corto - productor                  |